# Melanopsis parreyssii
Melanopsis parreyssi е вид сладководно коремоного мекотело от семейство Меланопсиди. Видът е преглациален реликт, кренобионт.

## Разпространение
Видът е разпространен в две находища – в Румъния, в района на курортното селище Băile Felix, Трансилвания. Температурата на водата в румънския извор е 34–42 °С. Второто находище е в България при термален извор до язовир Пясъчник, където температурата на водата е 19 °С.